# Grunddienstbarkeit
Die Grunddienstbarkeit ist im deutschen Sachenrecht (§§ 1018 ff. BGB) als Art der Dienstbarkeit die Belastung eines Grundstücks oder grundstücksgleichen Rechts (des dienenden Grundstücks) zugunsten des Eigentümers eines anderen Grundstücks (des herrschenden Grundstücks) in der Weise, dass
- der Eigentümer das dienende Grundstück in einzelnen Beziehungen nutzen kann (Beispiel: Wegerecht),
- auf diesem Grundstück bestimmte Handlungen nicht vorgenommen werden dürfen (Beispiel: Ausschluss von Bebauung nach Art und Ausmaß) oder
- der Eigentümer des belasteten Grundstücks bestimmte Rechte nicht ausüben darf (Beispiel: Duldung an sich übermäßiger Immissionen).

## Abgrenzung
Die Grunddienstbarkeit unterscheidet sich vom Nießbrauch als dem umfassenden Nutzungsrecht dadurch, dass sie nur einzelne Nutzungen des Grundstücks erlaubt bzw. nur bestimmte Handlungen oder Rechte ausschließt.
Die Grunddienstbarkeit wird – anders als die beschränkte persönliche Dienstbarkeit – nicht zu Gunsten einer bestimmten Person, sondern zu Gunsten des jeweiligen Eigentümers eines anderen Grundstücks bestellt. Damit geht sie bei Übertragung des dienenden oder des herrschenden Grundstücks jeweils mit auf den neuen Eigentümer über.
Sie lässt sich unter anderem in die Kategorien: Unterlassungsdienstbarkeit, Baulasten oder Nutzungsdienstbarkeit unterteilen.
Die Grunddienstbarkeit als zivilrechtliches Rechtsinstitut ist zu unterscheiden von der öffentlich-rechtlichen Baulast, die Pflichten gegenüber hoheitlichen Rechtsträgern begründet.

## Entstehung
Die Grunddienstbarkeit entsteht durch Einigung der Eigentümer und Eintragung im Grundbuch des belasteten Grundstücks und gilt wegen des öffentlichen Glaubens des Grundbuchs auch für Rechtsnachfolger. Die Eintragung zusätzlich im Grundbuch des herrschenden Grundstücks (Herrschaftsvermerk) ist möglich, aber nicht erforderlich. Der Berechtigte ist gegen Störungen seines Nutzungsrechts wie ein Eigentümer geschützt. Die Grunddienstbarkeit ist wesentlicher Bestandteil eines Grundstücks iSv § 96 BGB.

## Häufigste Anwendung
In der Praxis wird die Grunddienstbarkeit vor allem zur individuellen Gestaltung der Rechtsbeziehungen von Nachbarn eingesetzt, um durch Wege-, Überfahrts- oder Leitungsrechte (für Wasser, Abwasser, elektrischen Strom usw.) die Nutzbarkeit insbesondere eines Hinterliegergrundstücks zu regeln. Eine bloße vertragliche Vereinbarung der Parteien ist hier in der Regel nicht ausreichend, weil der Berechtigte sie nicht dem Erwerber des belasteten Grundstücks entgegenhalten könnte.
Im Gegenzug zur Belastung, die der Nachbar dulden muss, kann dieser verlangen, dass der Nutznießer ihn entsprechend entschädigt, sich beispielsweise an den Unterhaltskosten der Zufahrt beteiligt und ihm eine Nutzungsentschädigung bezahlt. In einem Vertrag vereinbaren dazu beide Seiten, welche Rechte dem Hinterlieger zustehen sollen und wie viel er dafür bezahlen muss. Die Höhe der Kosten richtet sich in der Praxis nach der Häufigkeit der Nutzung, also danach, ob das Wegerecht nur privat genutzt wird, ob der Nutznießer dort seinen beruflichen Tätigkeiten nachgeht, zum Beispiel in einer Arztpraxis oder Steuerkanzlei oder ob es sich z. B. nur um ein selten genutztes Ferienhaus, eine Jagdhütte oder dergleichen handelt.

## Ausübung
Das Recht kann nur in der Weise ausgeübt werden, wie es vereinbart und im Grundbuch eingetragen wurde. Die Art und der Umfang sind festgelegt und können nur durch eine neue Vereinbarung und Eintragung erweitert werden.
Möglich ist die Veränderung ohne Vereinbarung gegenüber der festgelegten Nutzung nur, wenn aufgrund der Zeit die technischen und wirtschaftlichen Verhältnisse sich geändert haben. Dies muss jedoch zur Zeit der Bestellung der Dienstbarkeit nicht vorhersehbar gewesen sein und die Benutzung des herrschenden Grundstücks in seiner Art ähnlich bleiben.
Bsp.: Besitzt der Eigentümer des herrschenden Grundstücks ein Wegerecht nur zum Begehen, darf er nicht darüber fahren. Auf einem Geh- und Fahrrecht darf nicht geparkt werden. Das Verlegen von Leitungen in einem Wegerechte ist nur möglich, wenn auch ein Leitungsrecht eingetragen ist.
Ein Leitungsrecht zur Verlegung von Tonrohren darf heute mit Kunststoffrohren erfolgen.

## Schonende Ausübung (§ 1020 BGB)
Das Recht ist stets nur so auszuüben, dass der Eigentümer des dienenden Grundstücks und das Grundstück nicht über das Vereinbarte hinaus beeinträchtigt werden. Die Interessen des Eigentümers sind zu wahren, nur das unbedingt Notwendige ist gestattet. Schäden, die durch die Ausübung entstehen, sind zu beseitigen.
Bsp.: Das Befahren eines Weges ist nur gestattet, wenn es dem herrschenden Grundstück auch nützt. „Sinnloses“ überfahren wäre nicht statthaft. Ist in einer Wasserleitung ein Schaden und wird dadurch ein Grundstücksteil vernässt, ist das Leck abzudichten und die Vernässung zu beseitigen. Unterhaltungsmaßnahmen sind zügig, sicher und nachhaltig durchzuführen.

## Unterhaltungspflichten (§ 1020 und 1021 BGB)
Von Gesetzes wegen (§ 1020 Satz 2 BGB) ist der Berechtigte zur Unterhaltung einer Anlage verpflichtet, wenn er für die Ausübung der Dienstbarkeit eine Anlage hält bzw. benötigt. Allein der Berechtigte hat Sorge zu tragen, dass die Benutzbarkeit der Anlage gewährleistet bleibt. Bei beiderseitiger Benutzung (Mitbenutzungsrecht) besteht die Unterhaltsverpflichtung der Parteien im Verhältnis zueinander nach dem Umfang und der Intensität der beiderseitigen Nutzung der Anlage. Die Verpflichtung untereinander richtet sich nach § 748 BGB, im Zweifel zur Hälfte gem. § 742 BGB. Ob der Berechtigte eine Anlage hält, richtet sich nach der tatsächlichen und/oder notwendigen Nutzung, nicht nach dem Inhalt der Dienstbarkeit (BGH vom 17. Dezember 2010 Az.: V ZR 125/10 und vom 17. Februar 2006 Az.: V ZR 49/05).

## Mitbenutzungsrecht
Die Mitbenutzung von Anlagen durch den Grundstückseigentümer ohne explizite Regelung in der Bewilligungsgrundlage kann nur bejaht werden, wenn der Dienstbarkeitsberechtigte dadurch nicht wesentlich beeinträchtigt wird. Grundsätzlich gehören Anlagen als wesentlicher Bestandteil (§ 94 BGB) zum Grundstück. Sobald die Mitbenutzung eintritt, ist eine Gemeinschaft im Sinne der §§ 741 ff BGB vorhanden.
Bsp.: Der Grundstücksteil mit einem Geh- und Fahrrecht kann vom Grundstückseigentümer ebenfalls befahren werden. Hingegen würde das Parken den Berechtigten behindern. Die Mitbenutzung einer Abwasserleitung kann nur bei entsprechender Dimensionierung erfolgen.

## Verlegung der Grunddienstbarkeit (§ 1023 BGB)
Der Grundstückseigentümer kann die Verlegung der Dienstbarkeit auf eigene Kosten durchsetzen, wenn die andere Stelle ebenso geeignet ist.

## Erlöschen einer Grunddienstbarkeit
Eine Dienstbarkeit erlischt unter anderem, wenn:
- sie befristet ist
- eine auflösende Bedingung eintritt
- die Löschung bewilligt wurde
- die Dienstbarkeit nicht mehr ausgeübt werden kann und die Verjährung eingetreten ist (§ 1028 BGB)
- das Recht in einer Zwangsversteigerung wegfällt
- die Vorteile für das herrschende Grundstück weggefallen sind und auch nicht wieder eintreten können